# Preis der Peregrinus-Stiftung (Bayerische Akademie der Wissenschaften)
Der Preis der Peregrinus-Stiftung (Peregrinus-Preis) wird alle zwei Jahre von der Bayerischen Akademie der Wissenschaften an Persönlichkeiten verliehen, die sich durch die Veröffentlichung geisteswissenschaftlicher Arbeiten, die auch gesellschaftspolitisch relevant sind, verdient gemacht haben. Der mit 8.000 € dotierte Preis wurde der Akademie von Rudolf Meimberg (1912–2011) anvertraut. Meimberg war Professor für Volkswirtschaftslehre an der Universität Mainz.

## Preisträger
- 1997: Heinrich Meier (Carl Friedrich von Siemens Stiftung, München)
- 1999: Franz Henrich (Katholische Akademie in Bayern, München)
- 2001: Trutz Rendtorff (Ludwig-Maximilians-Universität, München)
- 2003: Yacov Jacques Guggenheim (Germania Judaica, Israel)
- 2005: Hadumod Bußmann (Vorsitzende der Therese-von-Bayern-Stiftung, München)
- 2007: Mirjam Triendl-Zadoff (Ludwig-Maximilians-Universität München)
- 2009: Guido Möllering (Max-Planck-Institut für Gesellschaftsforschung, Köln)
- 2011: Eva-Verena Wendt (Ludwig-Maximilians-Universität München)
- 2013: Uwe Wilhelm (Albert-Ludwigs-Universität Freiburg)
- 2015: Roland Färber (Johann Wolfgang Goethe-Universität Frankfurt am Main)
- 2017: Ekaterina Makhotina (Universität Bonn)
- 2019: Darina Volf (Ludwig-Maximilians-Universität München)
- 2021: Stephanie Müssig (Friedrich-Alexander-Universität Erlangen-Nürnberg)
- 2023: Chiara Lisciandra (Universität Utrecht)